# تشارلز سافارين
تشارلز أنجيلو سافارين (بالإنجليزية: Charles Angelo Savarin)‏، (2 أكتوبر 1943) هو سياسي دومينيكي ورئيسًا لدومينيكا منذ عام 2013. وهو عضو في حزب العمال الدومينيكي، شغل منصب وزير الأمن القومي والهجرة والعمل والخدمة العامة لفترة معينة.